# Nationale Boomfeestdag

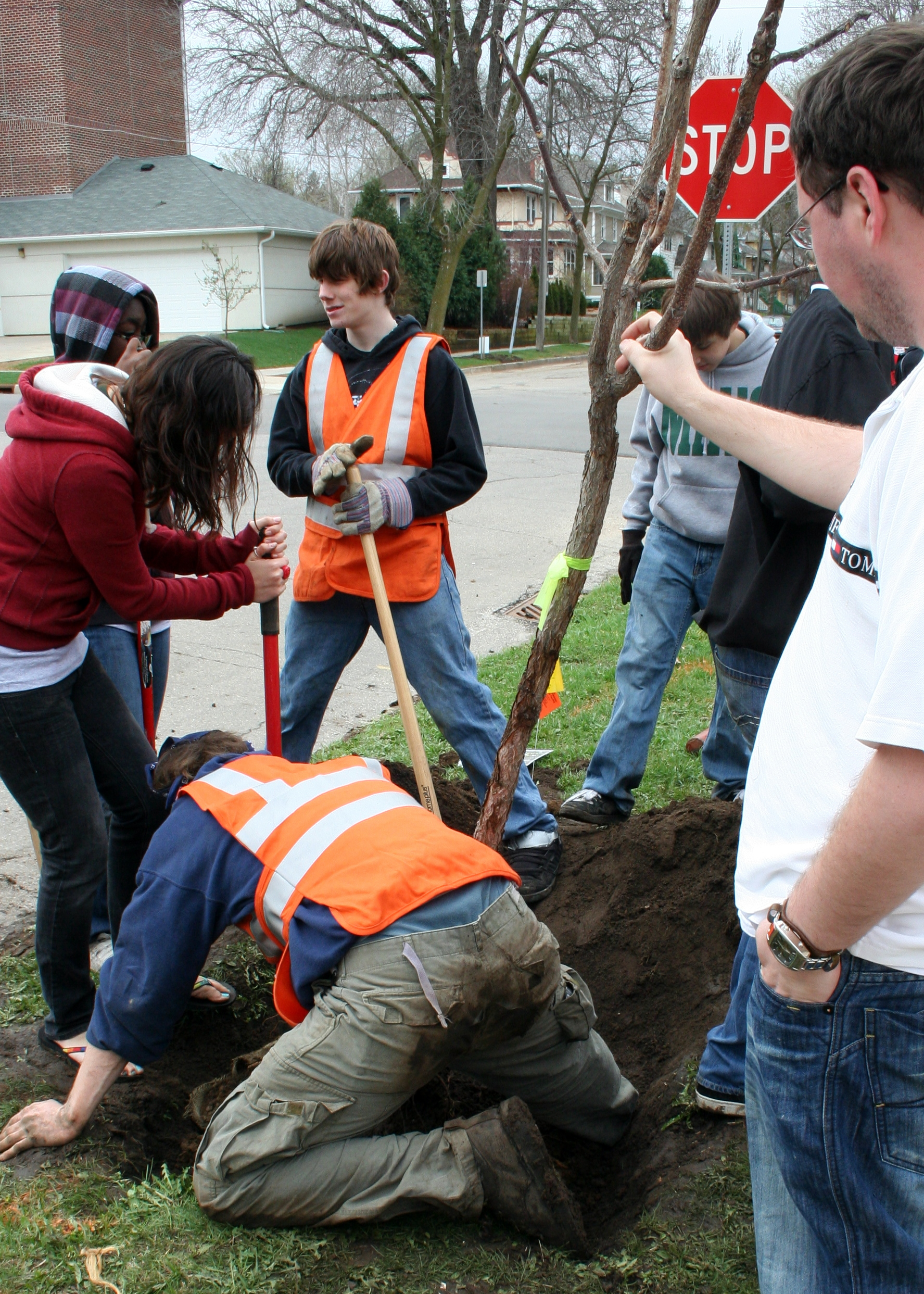
Nationale Boomfeestdag

De Nationale Boomfeestdag (tot 1980 ook Boomplantdag genoemd) werd tientallen jaren in Nederland jaarlijks gehouden op de derde woensdag in maart. Deze dag in het voorjaar voor het behoud van bomen in de natuur werd voor het eerst in april 1957 in Nederland georganiseerd door het Landelijk Comité Boomplantdag (als onderdeel van Staatsbosbeheer), en in 1980 is voortgezet door de Stichting Nationale Boomfeestdag (waar sindsdien Staatsbosbeheer wordt gecommuniceerd als de moederorganisatie). Vanwege steeds vaker voorkomende droogte in het voorjaar is in 2023 besloten om de Nationale Boomfeestdag voortaan plaats te laten vinden op de derde woensdag van november.  
Het doel van Stichting Nationale Boomfeestdag is om kinderen van groep 6 (9 en 10 jaar) meer inzicht, kennis en begrip voor bomen bij te brengen. Door middel van natuureducatie laat de stichting kinderen de wondere wereld van bomen beleven, leren ze het belang van bomen voor een duurzame leefomgeving en worden ze geïnspireerd zelf hun steentje hieraan bij te dragen. Tevens heeft de stichting de intentie om ieder kind tijdens zijn of haar basisschooltijd minimaal één keer een boom te laten planten (ieder kind een boom). Tientallen gemeenten hebben deze intentie ook onderschreven door het tekenen van de intentieverklaring ieder kind een boom.]
In 2017 bestond de Nationale Boomfeestdag 60 jaar en dat werd gevierd met een jubileum Boomfeestdag in Maastricht. Stichting Nationale Boomfeestdag heeft verder in totaal drie keer een Koninkrijks-Boomfeestdag georganiseerd op Curaçao (2007), Bonaire (2009) en Aruba (2010). Ook in andere landen wordt er aan vergelijkbare (nationale) boomplant of -feestdagen gedaan.

## Geschiedenis

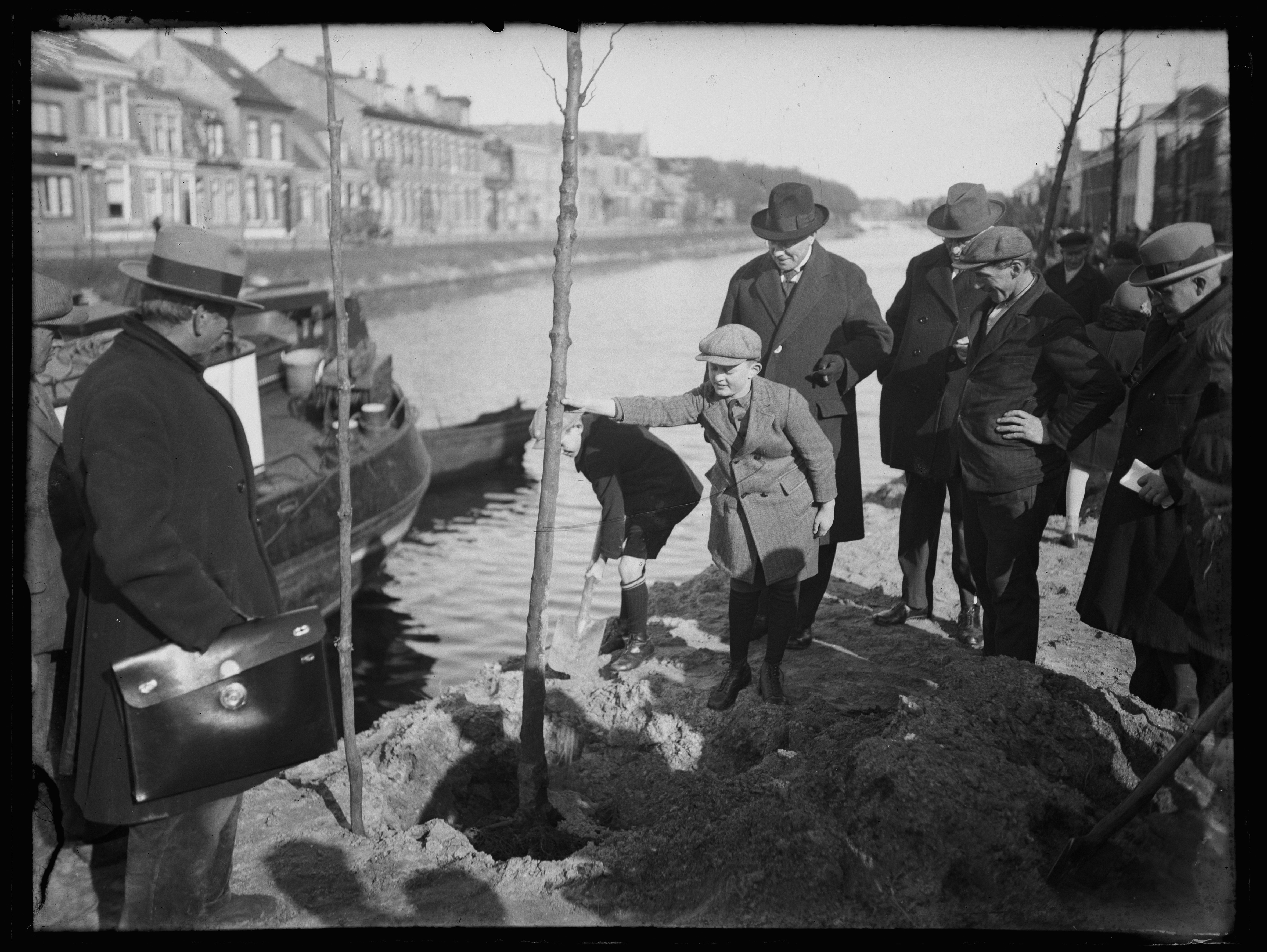
Boomplantdag in Den Helder, 1931

In 1919 was er voor het eerst sprake van een boomplantdag in Nederland toen op 27 november van dat jaar de oprijlaan van Kasteel Doorwerth door 240 leerlingen van alle Arnhemse lagere scholen van nieuwe beuken werd voorzien. Deze bomen werden echter in de oorlog verwoest.
Nederland reageerde in 1956 als eerste niet-Amerikaanse staat met de oprichting van het Landelijk Comité Boomplantdag, in 1980 omgedoopt in Stichting Nationale Boomfeestdag. In Park Berg en Bos van de gemeente Apeldoorn vierden 1600 schoolkinderen op 10 april 1957 de eerste Nationale Boomplantdag in de stijl zoals die tot op heden nog gehanteerd wordt.
In maart 2019 werd voor het eerst in de 63 jaar dat het bestaat op een aantal plaatsen het evenement afgelast vanwege extreem winderig weer. In 2020 is de Nationale Boomfeestdag uitgesteld vanwege de impact van de Coronapandemie.

## Achtergrond
In 1954 verschijnt een publicatie, "World Festival of Trees", van de FAO, de Voedsel- en Landbouworganisatie van de Verenigde Naties. Belangrijke passages daarin zijn te lezen: 'Belangstelling voor bomen is noodzakelijk om in te kunnen zien dat bomen bijdragen aan het welzijn en de welvaart van een natie. Bomen versieren huizen en steden. Bossen beschermen de bodem, houden water vast, verzachten het klimaat, bieden een woonplaats aan het wild en vormen een rustpunt voor de mensen. De beschermende invloed van bossen houdt niet op bij de landsgrenzen, is niet beperkt tot één natie. Daar komt bij dat houttekorten kunnen worden aangevuld vanuit gebieden met een overschot. Om bosproducten zo goed mogelijk te verdelen over de wereld, opdat zo veel mogelijk mensen er van profiteren, is het nodig dat de hele wereld de waarde van bossen inziet'.

## Nederland
In Nederland in 1954 riep Prof. G. Houtzagers, hoogleraar in de houtteelt en de bosgeschiedenis en voorzitter van de Koninklijke Nederlandse Bosbouw Vereniging, naar aanleiding van de alarmerende berichten van de FAO, een vergadering bijeen om aan een dergelijk Boomfeestdag vorm te geven.
In 1956/1957 is een Landelijk Comité Boomplantdag ingesteld, in 1980 omgedoopt in Stichting Nationale Boomfeestdag, opgericht door wat nu heet het Ministerie van Landbouw, Natuur en Voedselkwaliteit (LNV), directie Staatsbosbeheer, in aansluiting op de oproep van de FAO, de Voedsel- en Landbouworganisatie der Verenigde Naties, die haar bezorgdheid uitte over de onoordeelkundige ontbossingen in vele landen met als gevolg erosie en woestijnvorming en derhalve schade aan de natuur. De stichting is, wereldwijd gezien, het oudste instituut dat zich inzet voor kind-natuureducatie.
In Nederland wordt op de derde woensdag van maart de Nationale Boomfeestdag gehouden. Deze dag voor het behoud van bomen in de natuur werd het eerst in april 1957 georganiseerd in Nederland door het Landelijk Comité Boomplantdag. In sommige Nederlandse gemeenten wordt omwille van het plantseizoen dan wel de activiteitenplanning op scholen of de medewerking van gemeentelijke diensten, Staatsbosbeheer en/of IVN de Boomfeestdag niet in het voorjaar maar juist in het najaar gehouden. Daarvoor wordt meestal het begin van de Herfst (rond 21 september) gekozen.

## Deelnemers
Tegenwoordig zijn er jaarlijks activiteiten in ruim 260 gemeenten die deelnemen aan de Nationale Boomfeestdag, ofwel 75% van alle plaatsen in Nederland. Ieder jaar worden door meer dan 100.000 kinderen en 30.000 volwassenen, 200.000 bomen en struiken geplant. In de bijna 70 jaar dat Boomplantdag/Boomfeestdag bestaat, zijn er al ruim 10 miljoen bomen en struiken geplant.

## Geboortebossen
Sinds 1990 plant de Stichting Nationale Boomfeestdag ook zogeheten 'geboortebomen' voor nieuwe wereldburgers in speciale geboortebossen. Het doel is om op symbolische wijze te laten zien dat elk kind moet kunnen opgroeien in een gezonde groene wereld. Er zijn diverse Geboortebossen in Nederland geplant: in boswachterij Ugchelen (Gelderland), in het Gagelbos in de gemeente Utrecht, in de gemeente Mierlo bij Helmond/Eindhoven (Noord-Brabant), in de gemeente Tilburg & Loon op Zand (enkel voor baby's en kinderen uit de gemeente Tilburg en Loon op Zand. In de gemeente Medemblik ligt een Geboortebos voor baby's en kinderen uit die gemeente. In de gemeente Schijndel ligt een Geboortebos op terrein van Staatsbosbeheer. Staatsbosbeheer bood in 2007 de mogelijkheid tot het laten groeien van een Nationaal KinderBomenBos in het Bentwoud voor geboortebomen voor nieuwe wereldburgers en levensbomen voor kinderen die overleden zijn. Sinds 2015 worden er jaarlijks bomen geplant.

## Bossenstrategie 2020
In 2020 heeft het Ministerie van LNV de ondersteuning van Stichting Nationale Boomfeestdag opgenomen in haar Bossenstrategie. Hierin beschrijft ze het volgende streven: 'Ons streven is dat geen kind in Nederland de basisschool verlaat zonder een boom te hebben geplant'. Dit uit zich in een extra financiële impuls aan de stichting voor de periode van 2021-2024 om de organisatie van de Nationale Boomfeestdag en gerelateerde boomplant activiteiten verder te versterken.

## Koningin Wilhelminabos en Beatrix Jubileumbos
Het Koningin Wilhelminabos ligt in Dronten in de provincie Flevoland. Het maakt deel uit van boswachterij Het Roggebotzand die gelegen is tussen Dronten en Kampen. Dit bos was een initiatief van de Stichting Nationale Boomfeestdag in samenwerking met beheerder Staatsbosbeheer ter gelegenheid van het 50-jarig bestaan van het Koningin Wilhelminafonds in 1999. Nabestaanden konden er, ter herinnering aan iemand die was overleden aan kanker, een boom planten. In 2015 was de laatste van 15 jaarlijkse plantdagen. Er groeien 25.000 bomen en daarmee is de aanplant voltooid. Op een gedenkplek in het bos staan glaspanelen met namen die, samen met de bomen, een blijvende herinnering aan overleden dierbaren vormen.
Stichting Nationale Boomfeestdag heeft in 2005 aan koningin Beatrix een nieuw aan te planten bos aangeboden ter gelegenheid van haar zilveren regeringsjubileum. De eerste bomen van het Beatrix Jubileumbos werden feestelijk geplant op 23 november 2005 door kinderen uit alle Nederlandse gemeenten en uit de overzeese landen van het koninkrijk. Het bos ligt in Schijndel (Noord-Brabant).

## Organisatie
Stichting Nationale Boomfeestdag organiseert activiteiten in Nederland in samenwerking met Staatsbosbeheer en wordt mede mogelijk gemaakt door IVN en andere partners die jaarlijks kunnen variëren.

## Vlaanderen / België
In Vlaanderen / België wordt in veel gemeenten op of rond 21 maart ook aan (Inter-)Nationale Boomplantdag gedaan (ook wel Boompjesweekeinde genoemd). Tienduizenden kinderen en volwassenen doen hieraan mee door bomen te planten en zo een begin te maken met de aanleg van bossen. Soms wordt ingehaakt bij campagnes als 'Kom Op Tegen Kanker' en worden bomen geplant voor een beter begrip voor de strijd tegen kanker.

## Internationaal
Ook in andere landen wordt aan (Nationale) Boomplant of -Feestdagen gedaan.
In de Verenigde Staten, waar het allemaal ooit begonnen is, wordt Arbor Day gevierd op de laatste vrijdag in April en is het in veel staten een publieke of statelijke feestdag of burgerlijke vrije dag.
In Aziatische landen als Taiwan en China wordt het gevierd op 12 maart en in Zuid-Korea op 5 april, waar het een algemene feestdag dan wel gekoppeld aan de herdenkingen van betekenisvolle landgenoten aldaar.